# سيباستيان هنريكسون
سيباستيان هنريكسون (بالسويدية: Sebastian Henriksson)‏ هو لاعب كرة قدم سويدي في مركز الهجوم، ولد في 12 أكتوبر 1974 في دغرفوش في السويد. شارك مع منتخب السويد لكرة القدم. أما مع النوادي، فقد لعب مع نادي أود ونادي أوربرو.

## وصلات خارجية
- سيباستيان هنريكسون على موقع اتحاد السويد (السويدية)
- سيباستيان هنريكسون على موقع قاعدة بيانات كرة القدم.إي يو (الإنجليزية)
- سيباستيان هنريكسون على موقع ناشيونال فوتبول تيمز (الإنجليزية)
- سيباستيان هنريكسون على موقع عالم كرة القدم.نت (الإنجليزية)